# Gymnastique aux Jeux olympiques de la jeunesse de 2018
Navigation
Édition précédente Édition suivante
Les épreuves de gymnastique aux Jeux olympiques de la jeunesse de 2018 ont lieu dans le Parc olympique de la jeunesse de Buenos Aires, en Argentine, du 7 au 12 octobre 2018.
Quatre grandes disciplines sont réunies : gymnastique acrobatique, gymnastique artistique, trampoline, gymnastique rythmique. La gymnastique rythmique est un concours exclusivement féminin tandis que la gymnastique acrobatique est un concours exclusivement mixte.
PAr ailleurs, une dernière épreuve de gymnastique multi-disciplines par équipe mixte est programmée du 7 au 10 octobre, chaque équipe de treize gymnaste étant composé d'athlètes de différentes nationalités.

## Compétitions

### Gymnastique acrobatique
| Épreuves    | Or                                   | Argent                    | Bronze                             |
| ----------- | ------------------------------------ | ------------------------- | ---------------------------------- |
| Paire mixte | Mariela Kostadinova Panayot Dimitrov | Noa Yakar Yonatan Fridman | Daryna Plokhotniuk Oleksandr Madei |

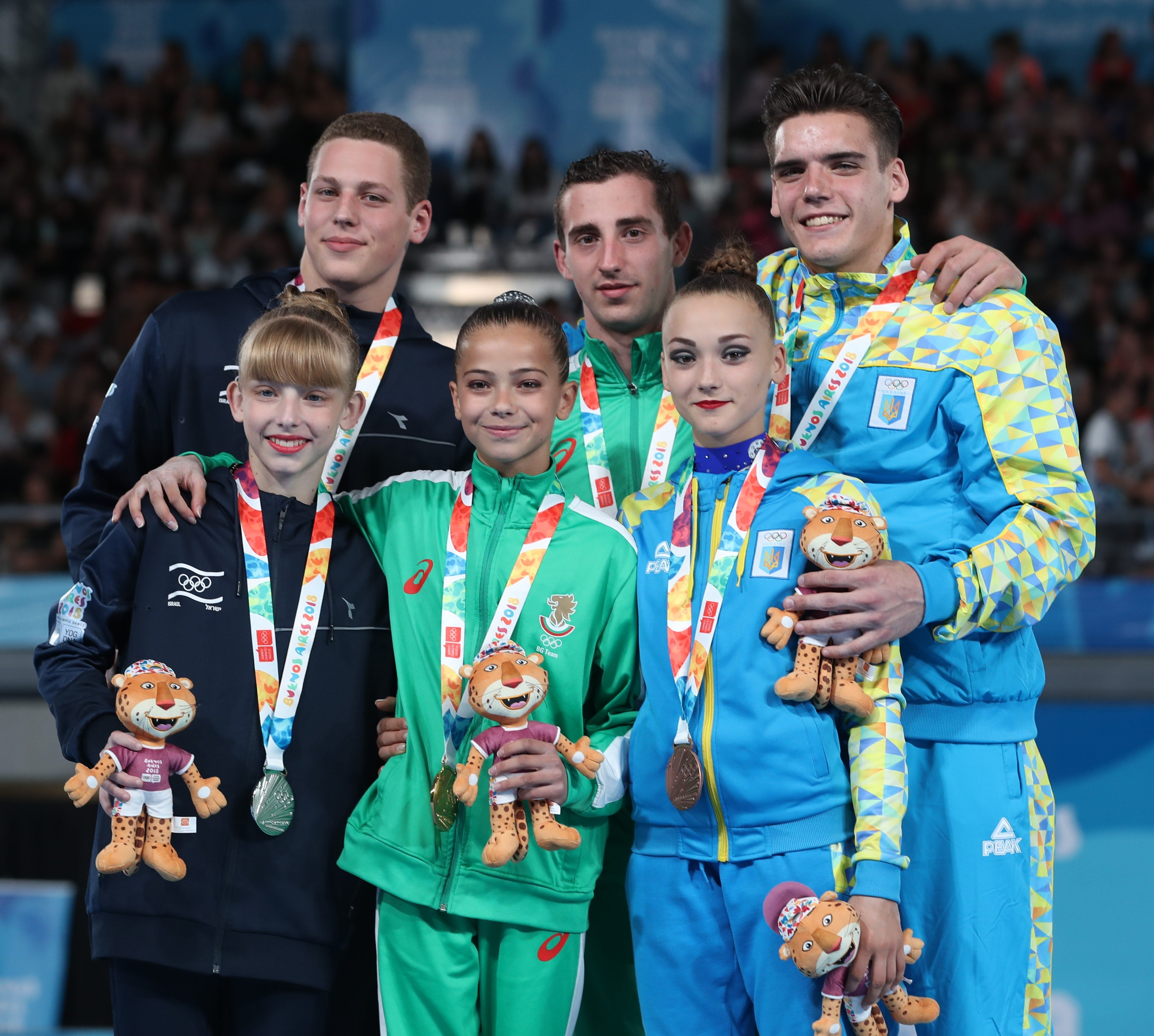
Cérémonie de victoire : Noa Yakar, Yonatan Fridman; Mariela Kostadinova, Panayot Dimitrov; Daryna Plokhotniuk et Oleksandr Madei.
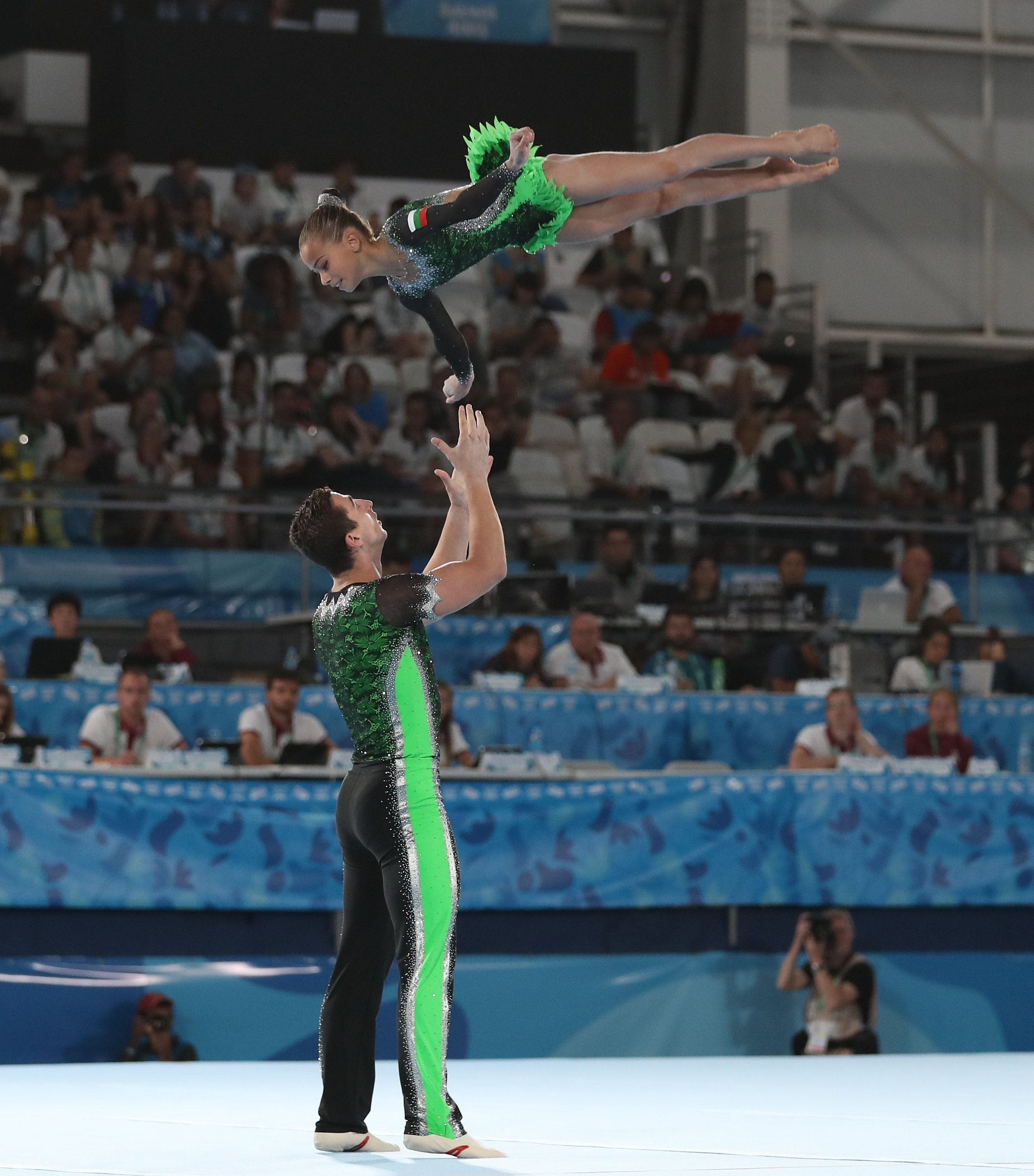
Bulgarie : Mariela Kostadinova, Panayot Dimitrov.
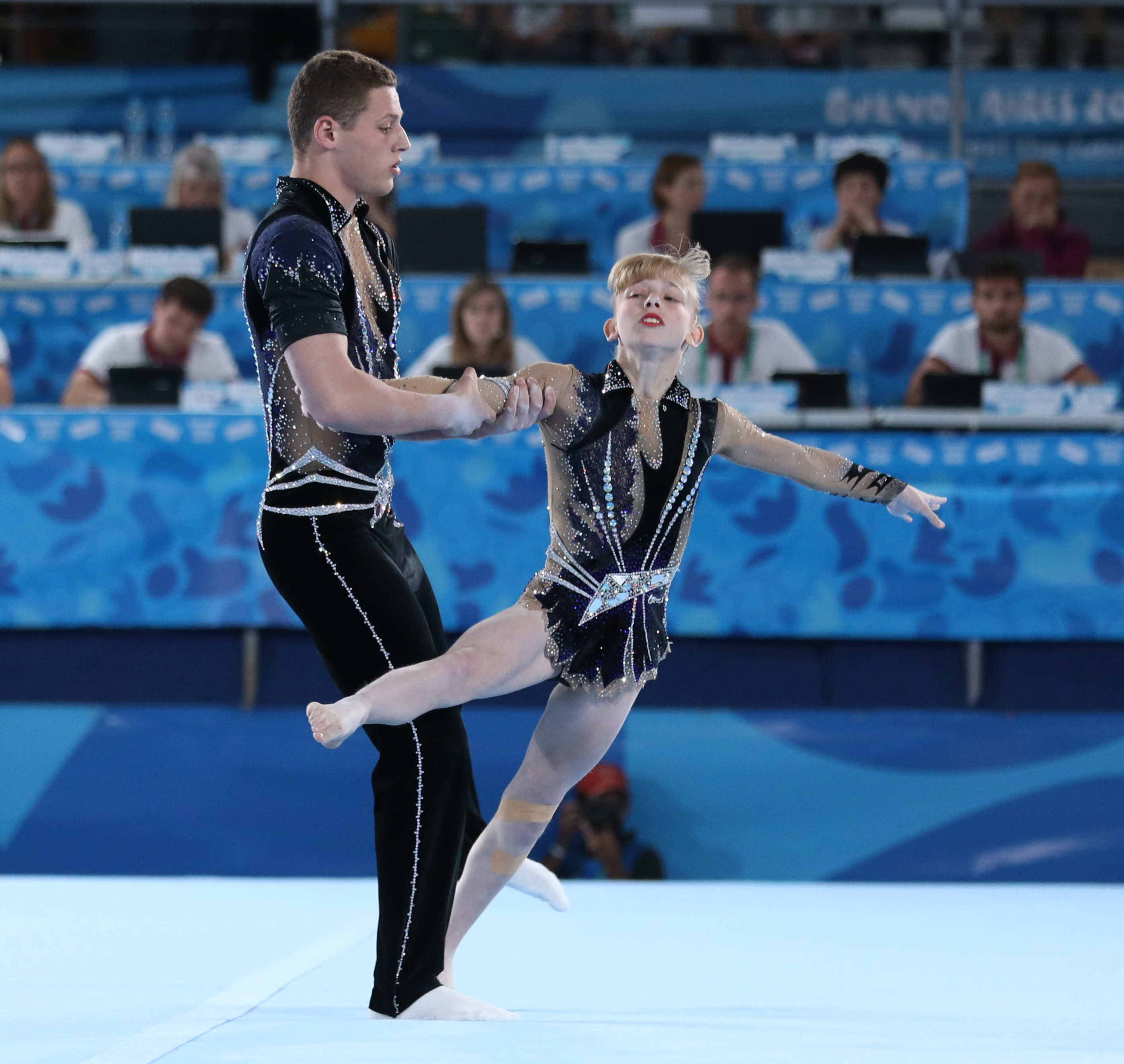
Israël : Noa Yakar, Yonatan Fridman.
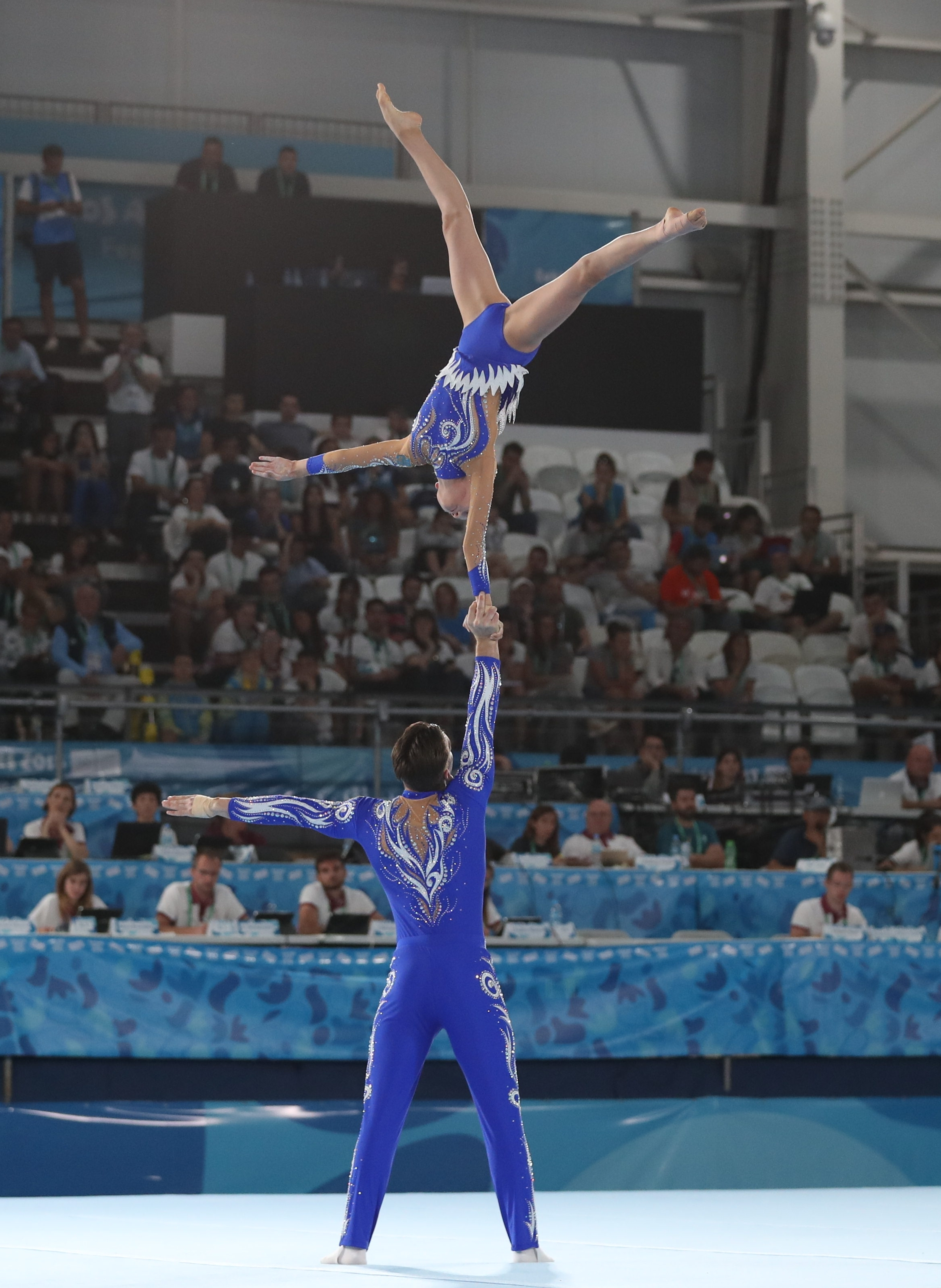
Ukraine : Daryna Plokhotniuk, Oleksandr Madei.

### Gymnastique artistique

#### Compétition garçons
| Épreuves                    | Or              | Argent           | Bronze            |
| --------------------------- | --------------- | ---------------- | ----------------- |
| Concours général individuel | Takeru Kitazono | Sergey Naydin    | Diogo Soares      |
| Sol                         | Takeru Kitazono | Krisztián Balázs | Sergey Naydin     |
| Cheval d'arçons             | Yin Dehang      | Sergey Naydin    | Reza Bohloulzadeh |
| Anneaux                     | Takeru Kitazono | Felix Dolci      | Yin Dehang        |
| Saut de cheval              | Brandon Briones | Nazar Chepurnyi  | Jacob Karlsen     |
| Barres parallèles           | Takeru Kitazono | Yin Dehang       | Sergey Naydin     |
| Barre fixe                  | Takeru Kitazono | Diogo Soares     | Krisztián Balázs  |

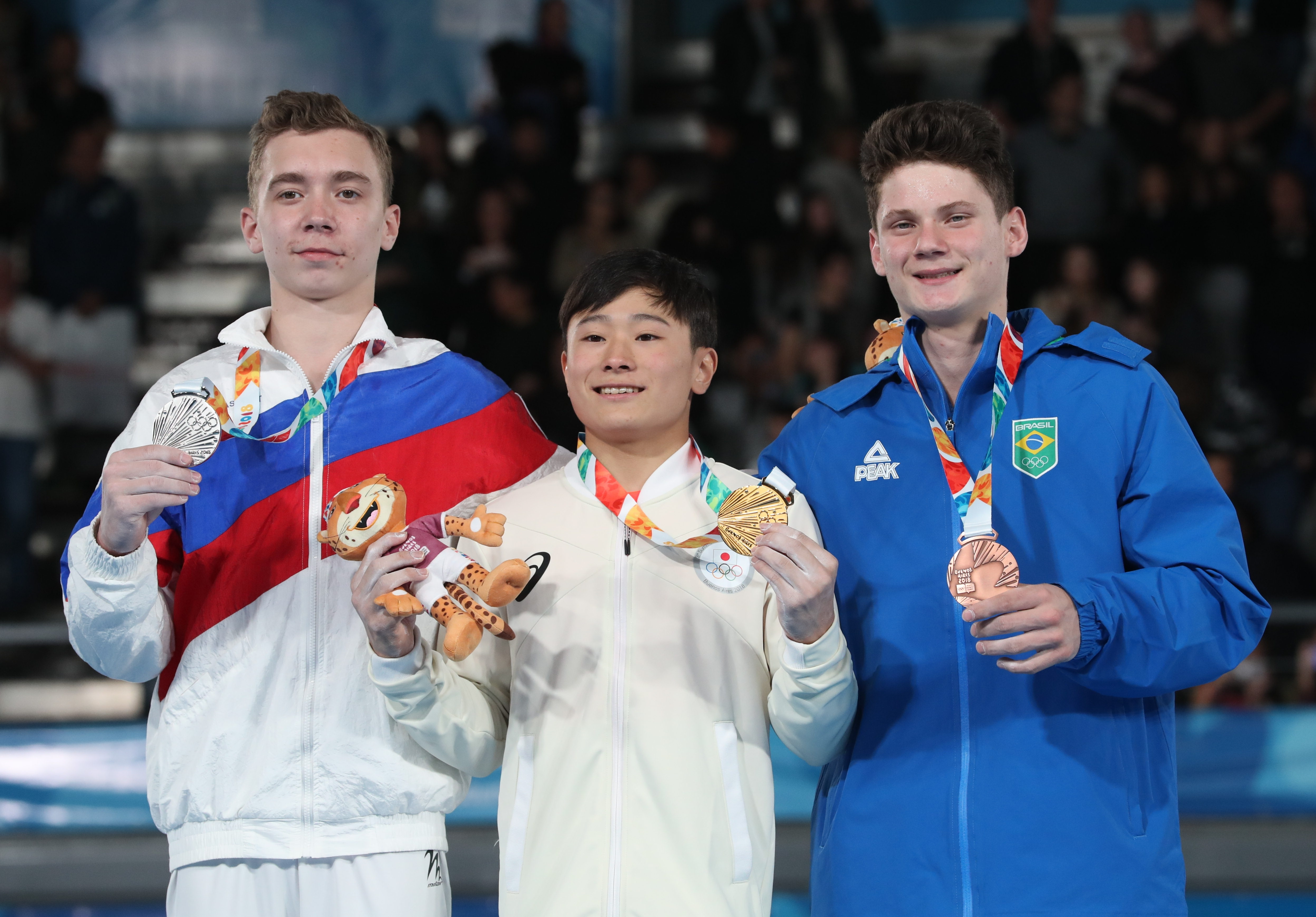
Concours général individuel: Sergei Naidin, Takeru Kitazono, Diogo Soares
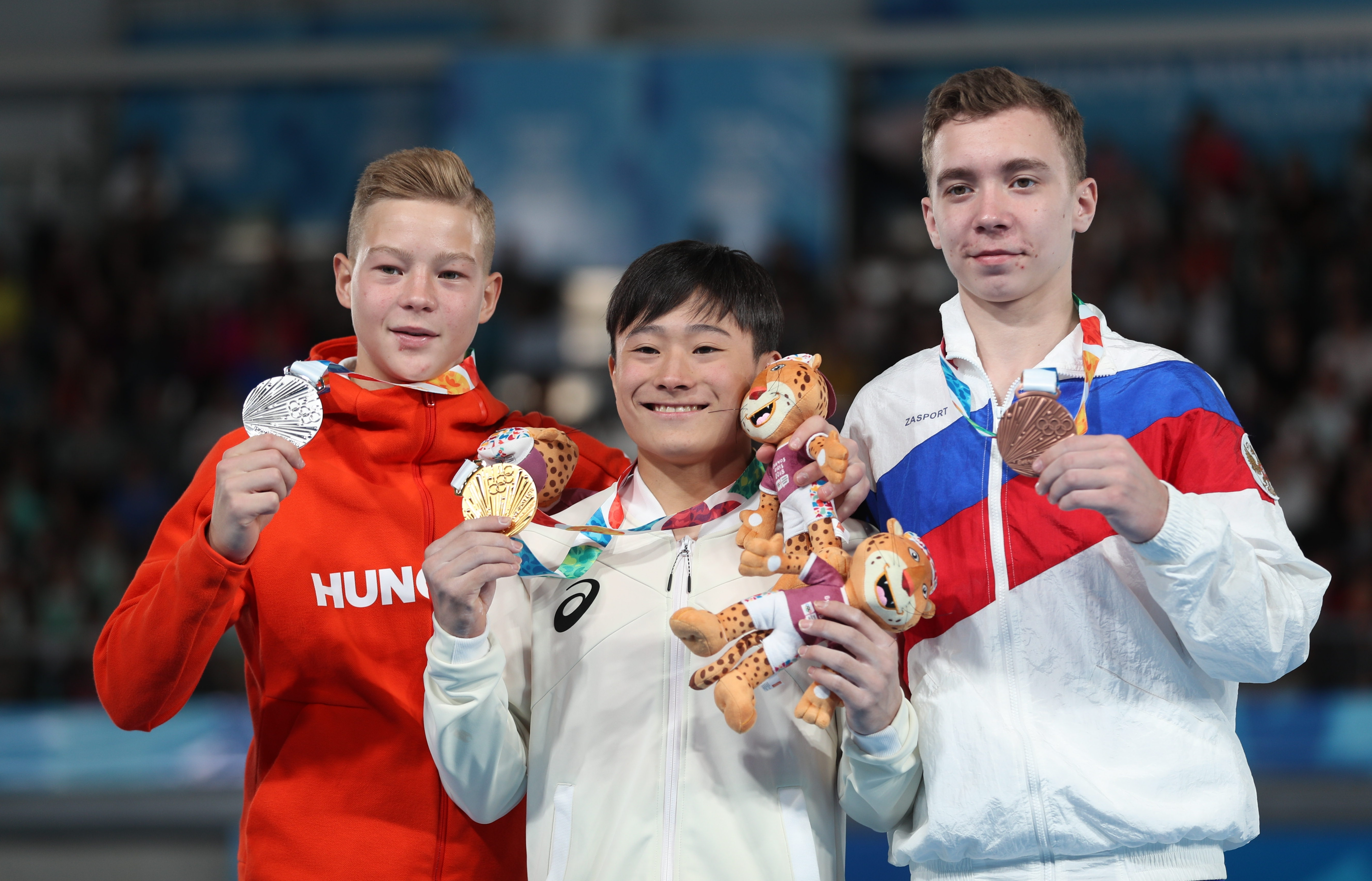
Sol: Krisztián Balázs, Takeru Kitazono, Sergei Naidin
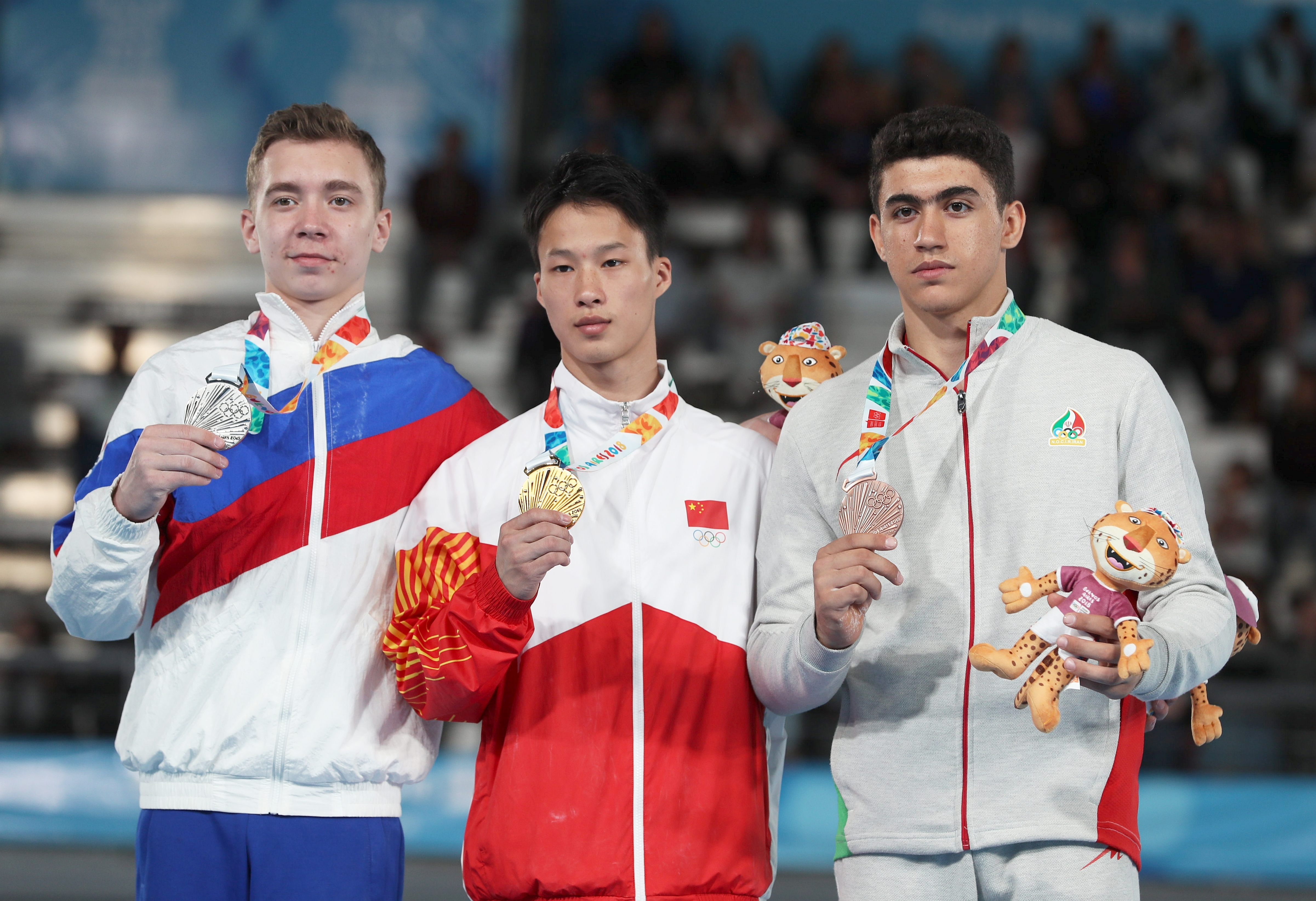
Cheval d'arçons: Sergei Naidin, Yin Dehang, Reza Bohloulzadeh
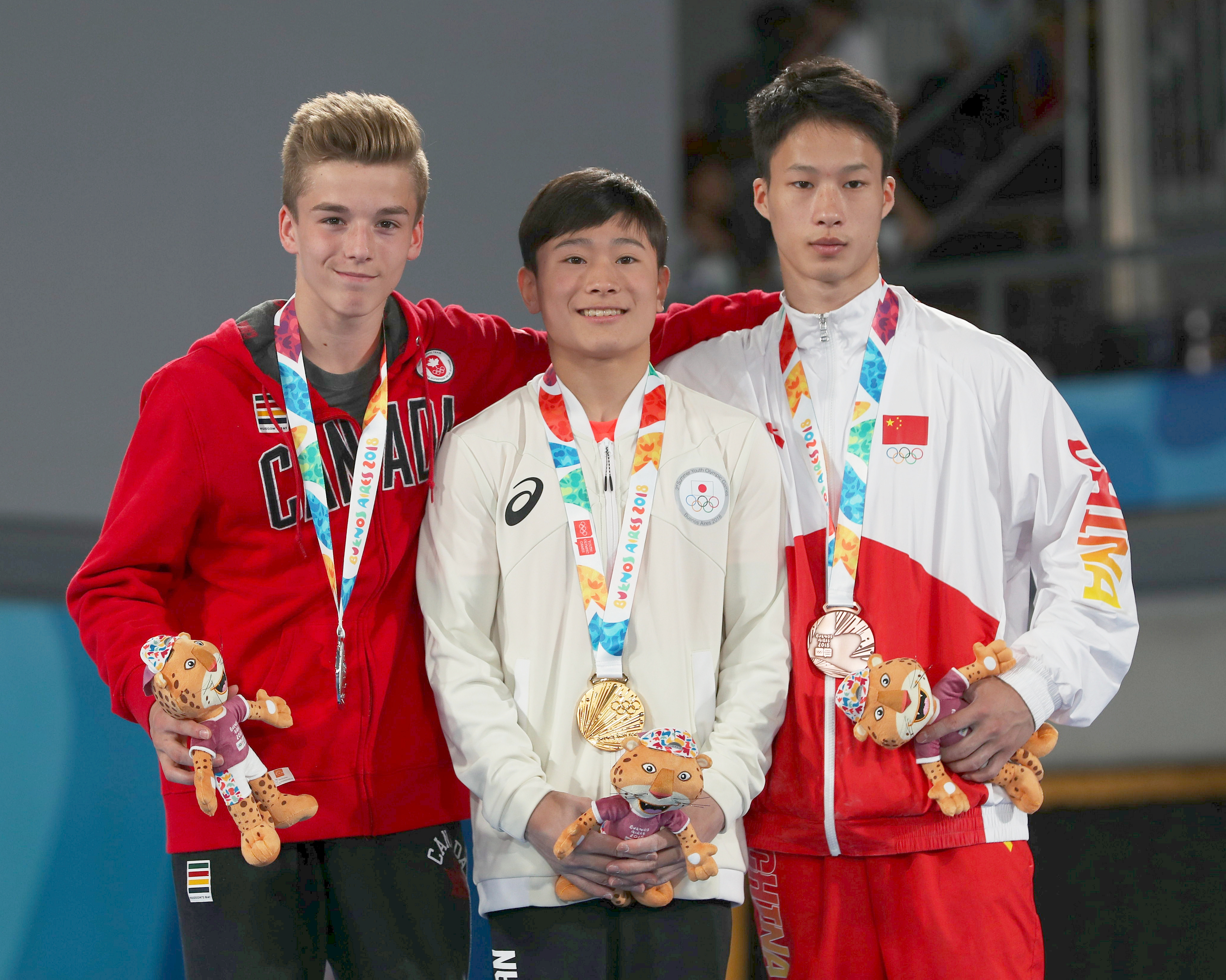
Anneaux: Félix Dolci, Takeru Kitazono, Yin Dehang
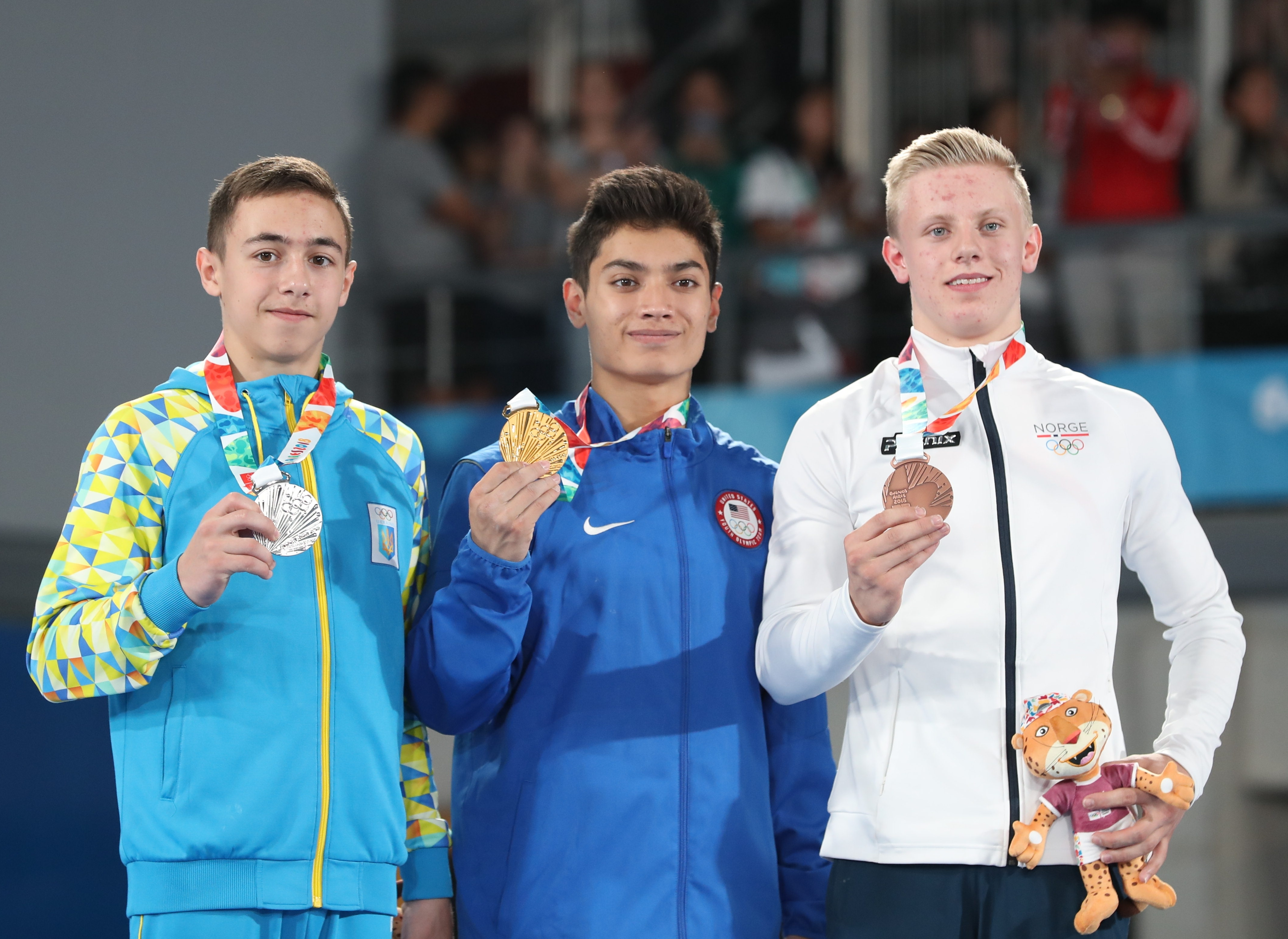
Saut de cheval: Nazar Chepurnyi, Brandon Briones, Jacob Karlsen
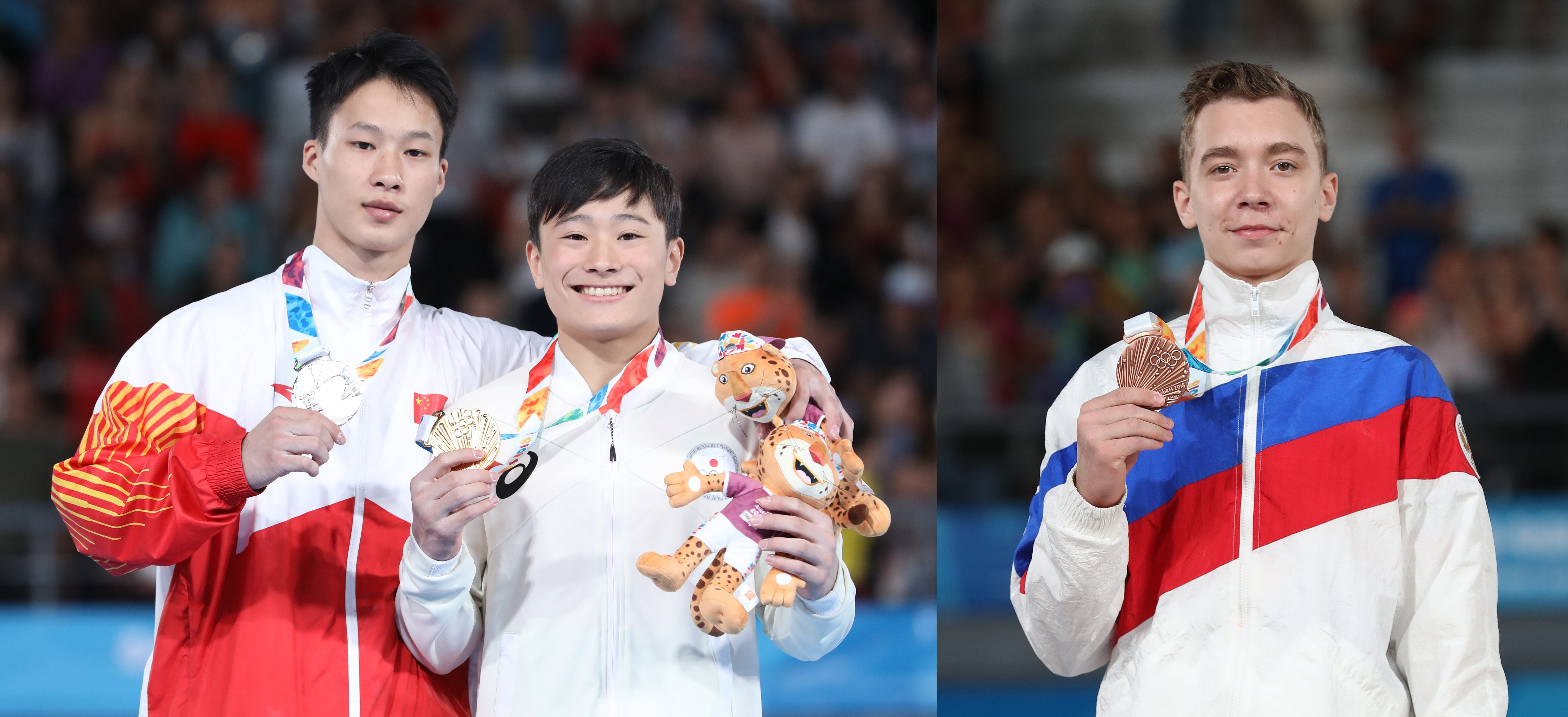
Barres parallèles: Yin Dehang, Takeru Kitazono; Sergei Naydin
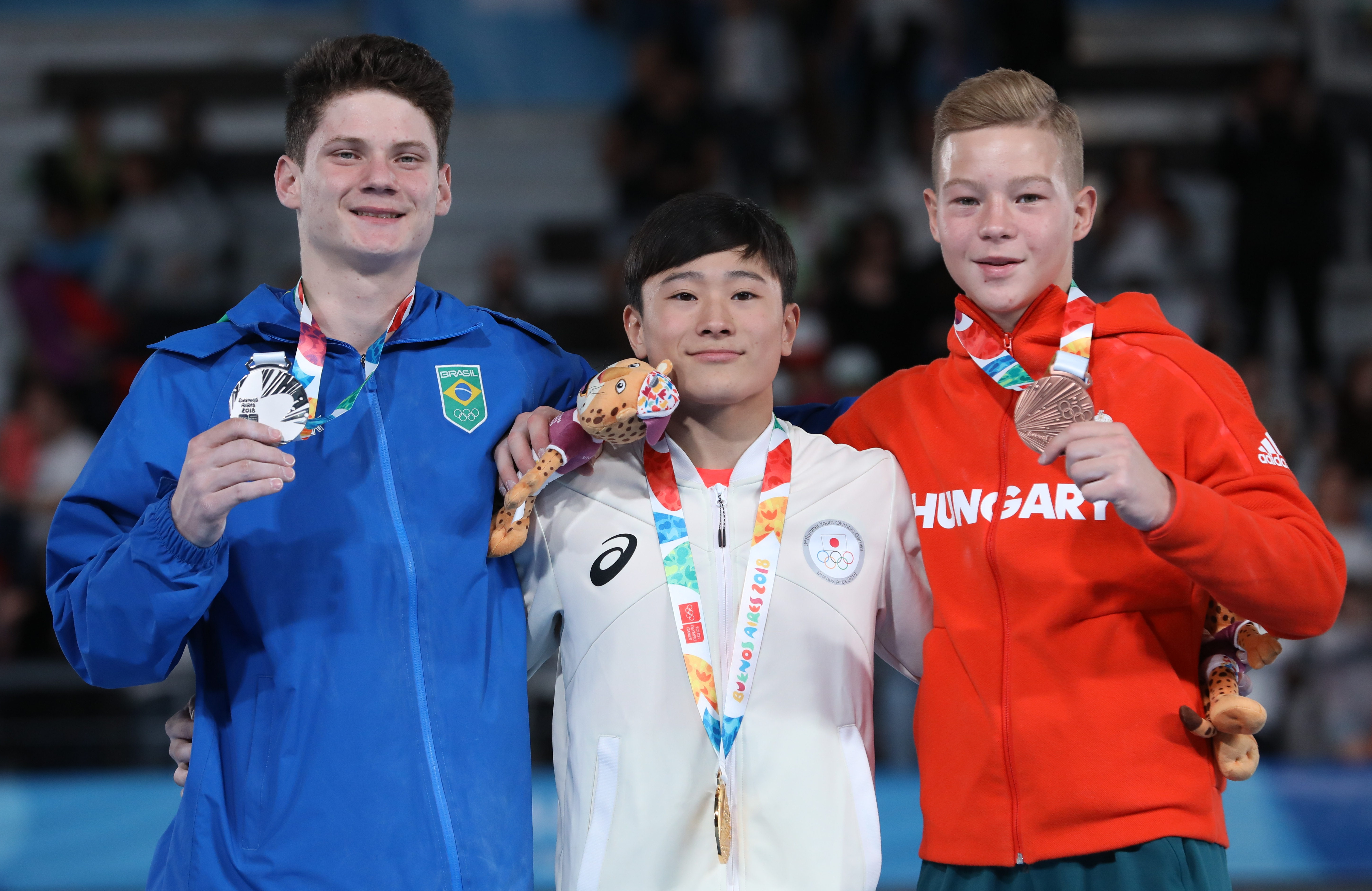
Barre fixe: Diogo Soares, Takeru Kitazono, Krisztián Balázs

#### Compétition filles
| Épreuves                    | Or              | Argent          | Bronze               |
| --------------------------- | --------------- | --------------- | -------------------- |
| Concours général individuel | Giorgia Villa   | Amelie Morgan   | Anastasiia Bachynska |
| Saut de cheval              | Giorgia Villa   | Csenge Bácskay  | Emma Spence          |
| Barres asymétriques         | Ksenia Klimenko | Giorgia Villa   | Tang Xijing          |
| Poutre                      | Tang Xijing     | Ksenia Klimenko | Amelie Morgan        |
| Sol                         | Giorgia Villa   | Amelie Morgan   | Anastasiia Bachynska |

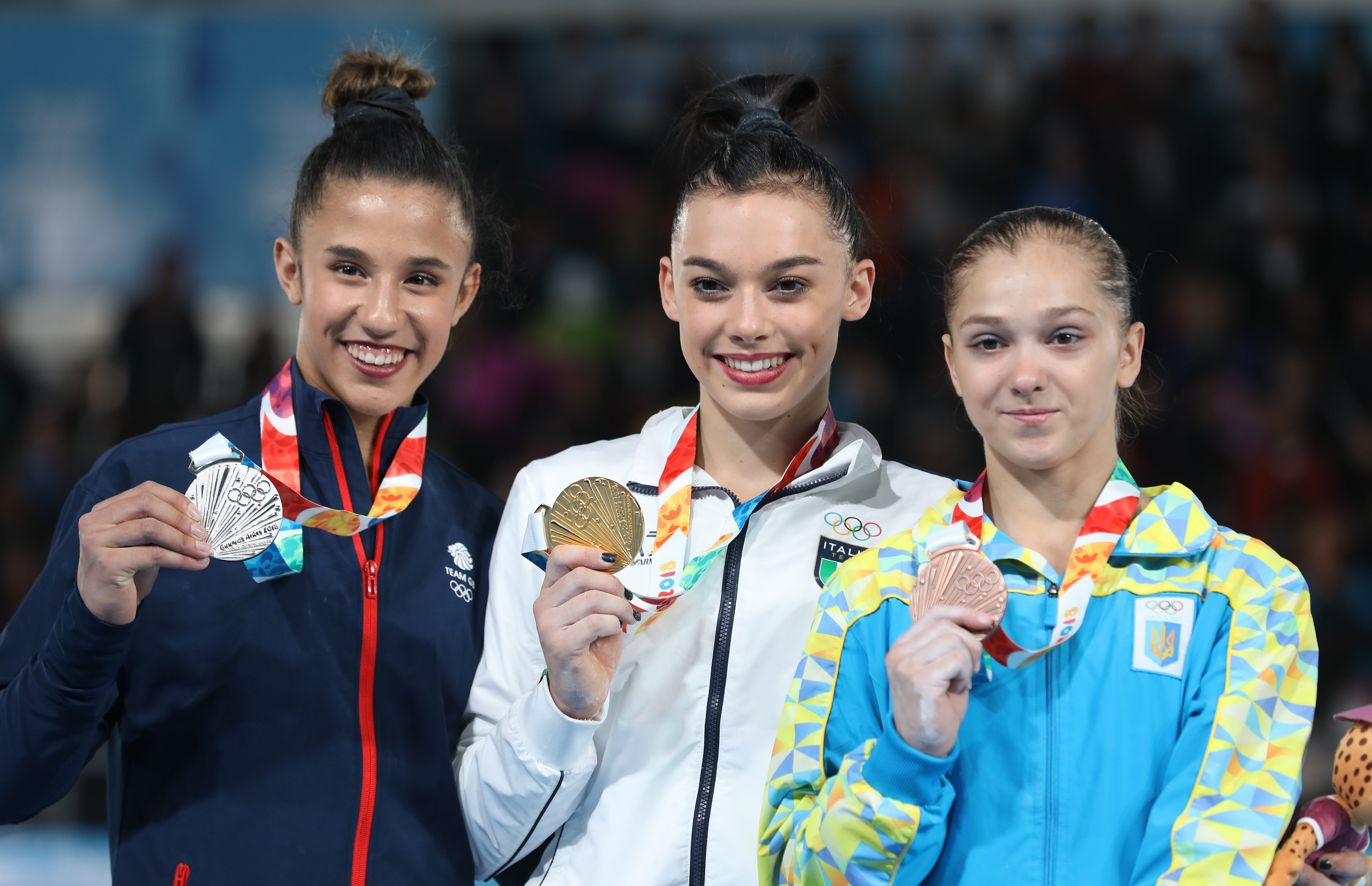
Concours Général: Amelie Morgan, Giorgia Villa, Anastasiia Bachynska
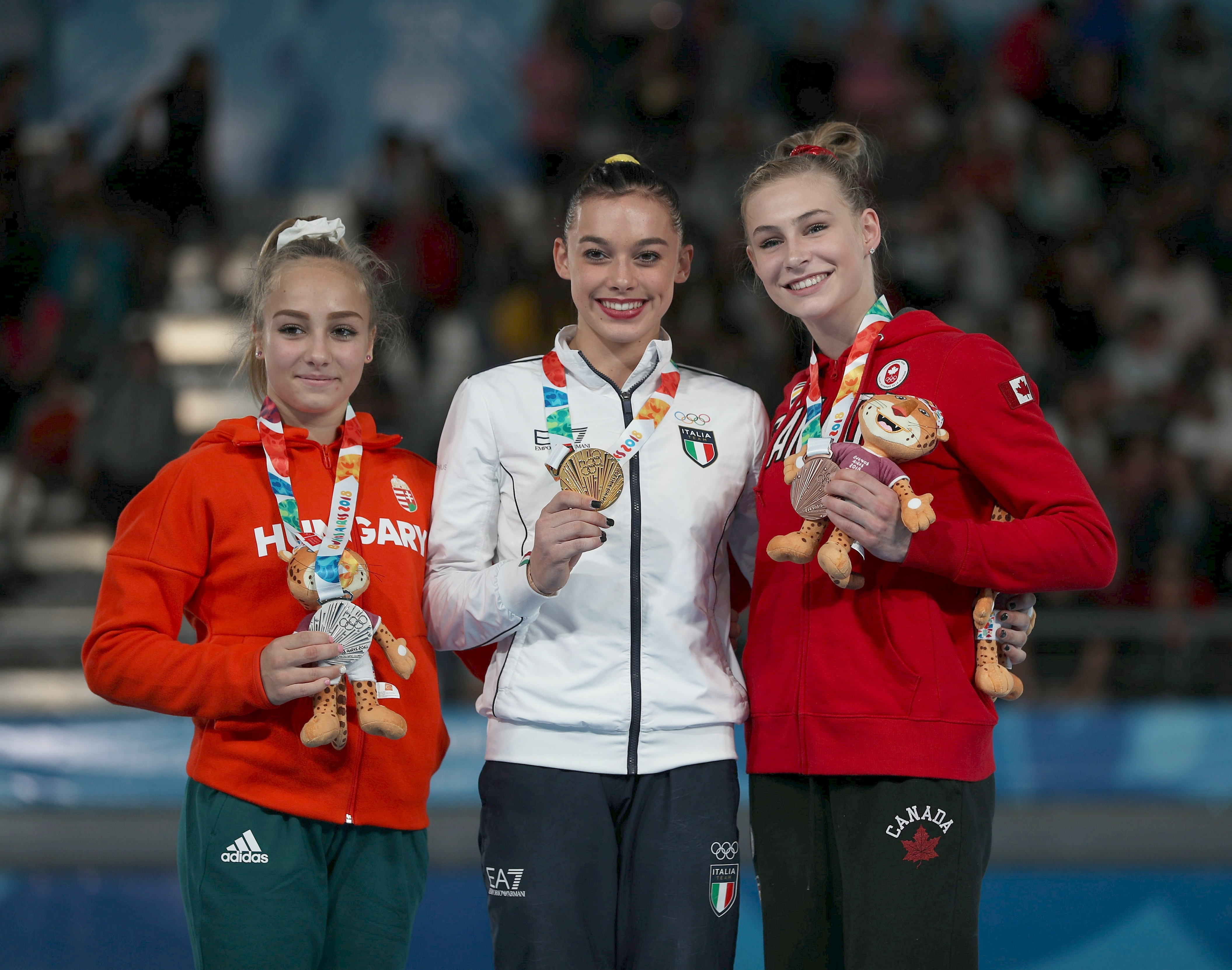
Saut de cheval: Csenge Bácskay, Giorgia Villa, Emma Spence
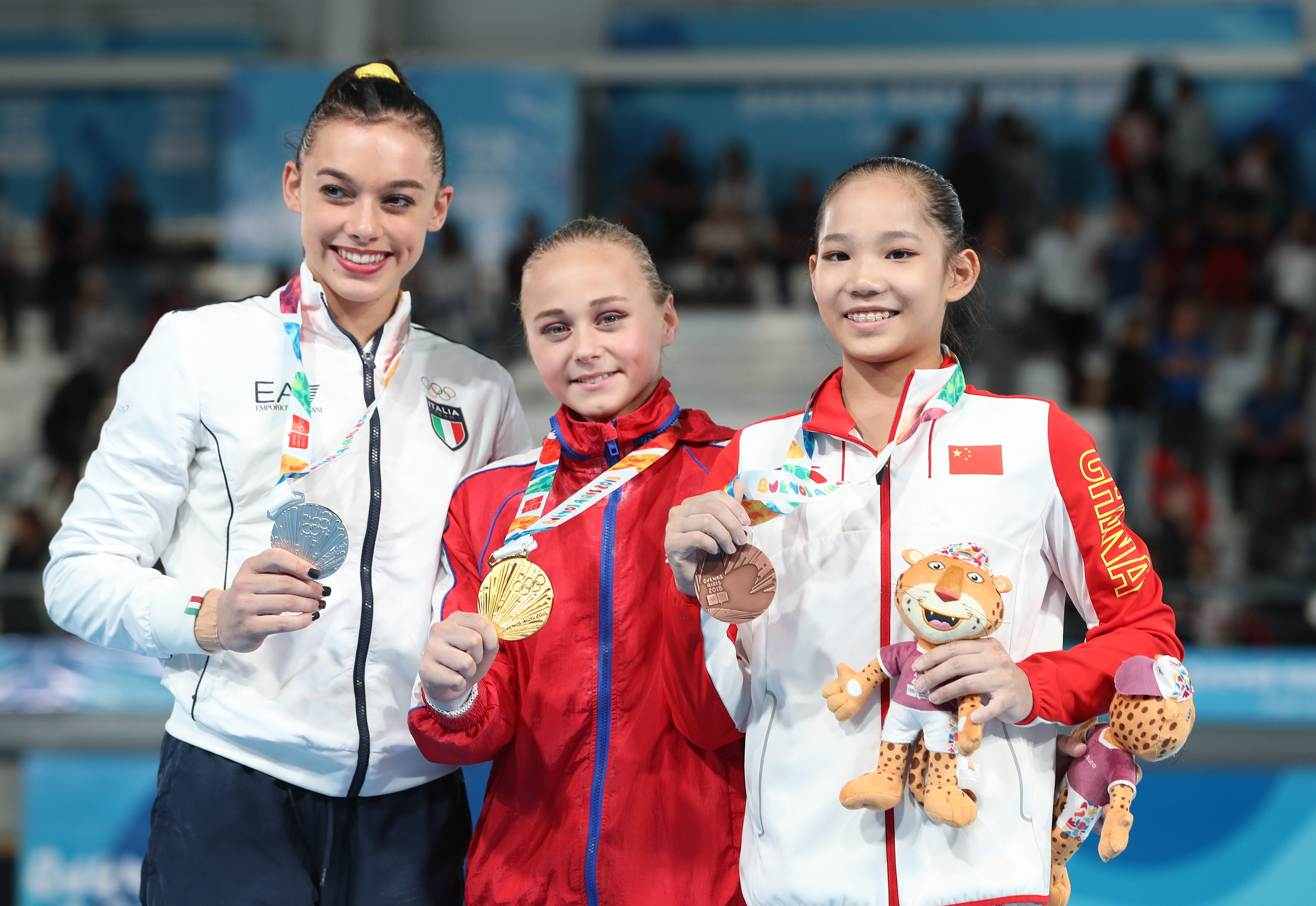
Barres asymétriques: Giorgia Villa, Ksenia Klimenko, Tang Xijing
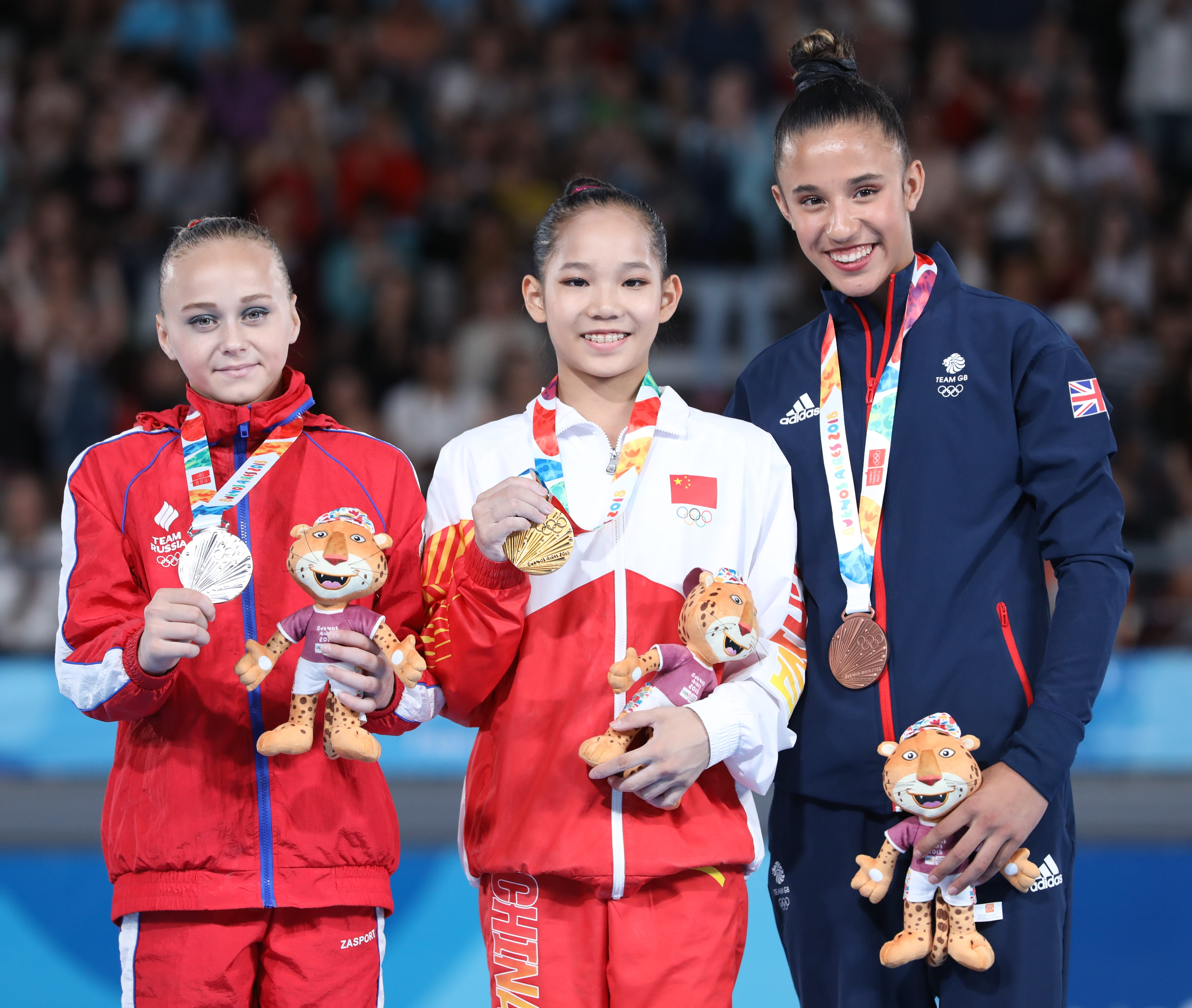
Poutre: Ksenia Klimenko, Tang Xijing, Amelie Morgan
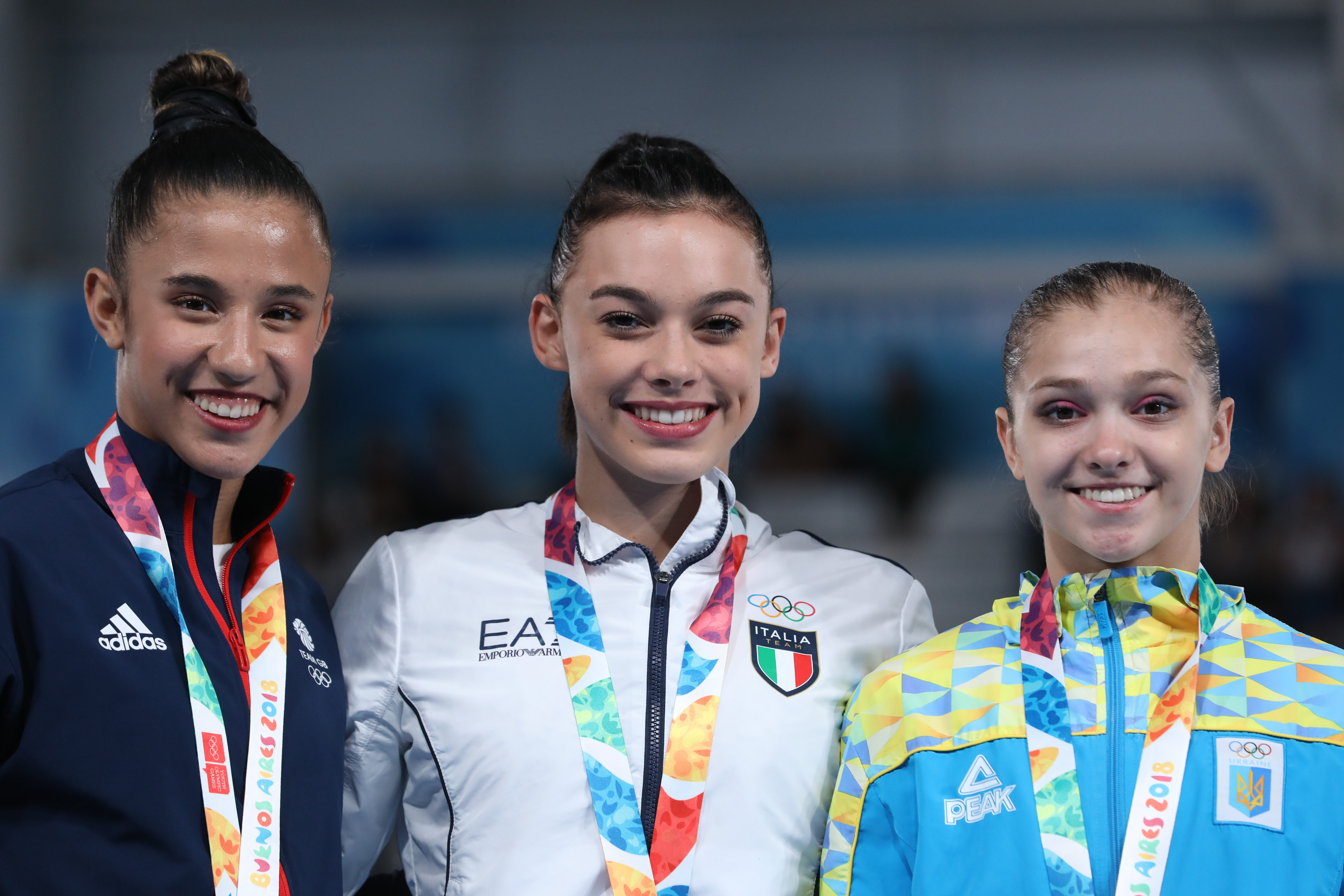
Sol: Amelie Morgan, Giorgia Villa, Anastasiia Bachynska

### Gymnastique rythmique
| Épreuves                    | Or               | Argent                | Bronze          |
| --------------------------- | ---------------- | --------------------- | --------------- |
| Concours général individuel | Daria Trubnikova | Khrystyna Pohranychna | Talisa Torretti |

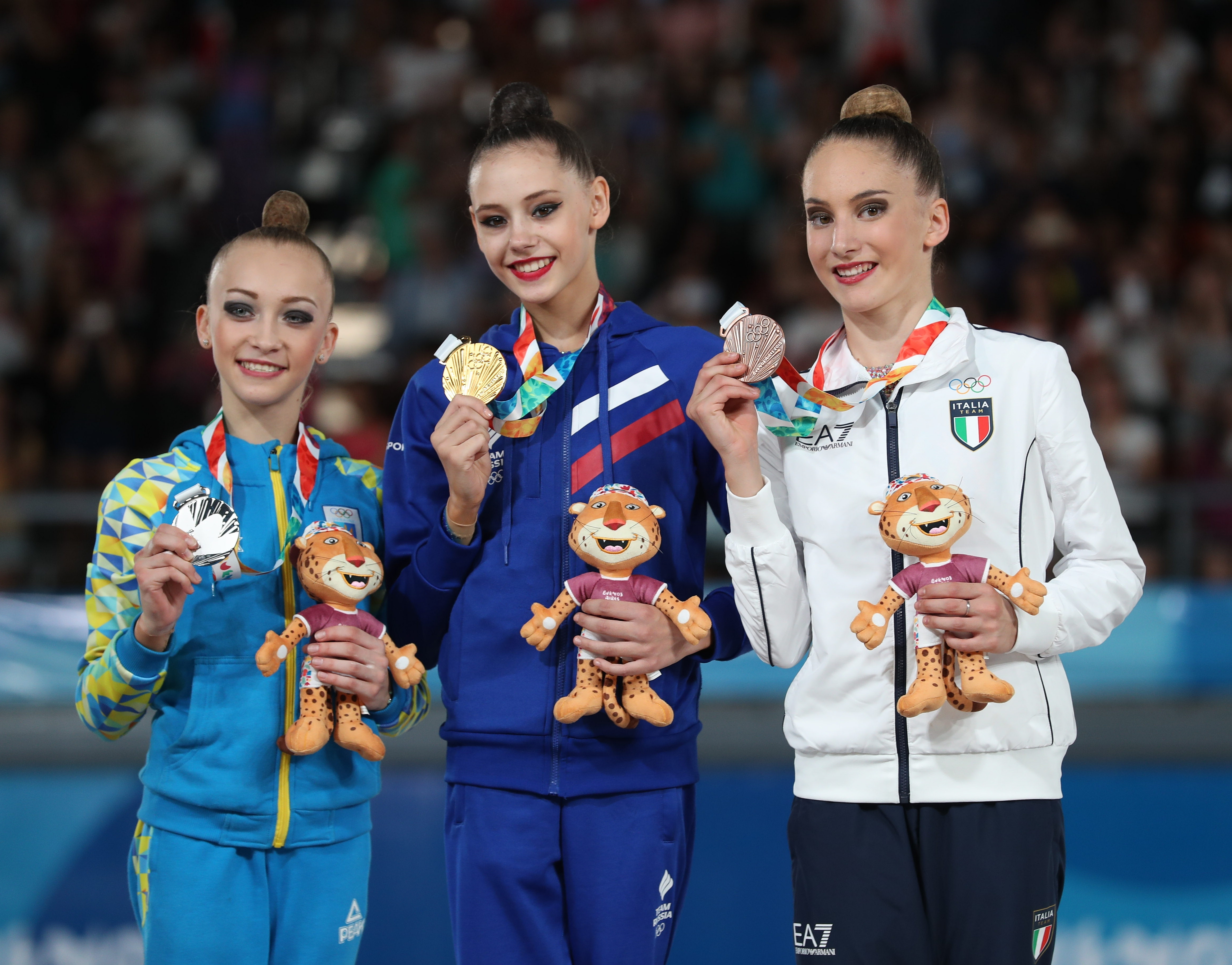
Concours général individuel: Khrystyna Pohranychna, Daria Trubnikova, Talisa Torretti

### Trampoline
| Épreuves           | Or        | Argent            | Bronze          |
| ------------------ | --------- | ----------------- | --------------- |
| Individuel garçons | Fu Fantao | Andrew Stamp      | Benny Wizani    |
| Individuel filles  | Fan Xinyi | Jessica Pickering | Vera Beliankina |

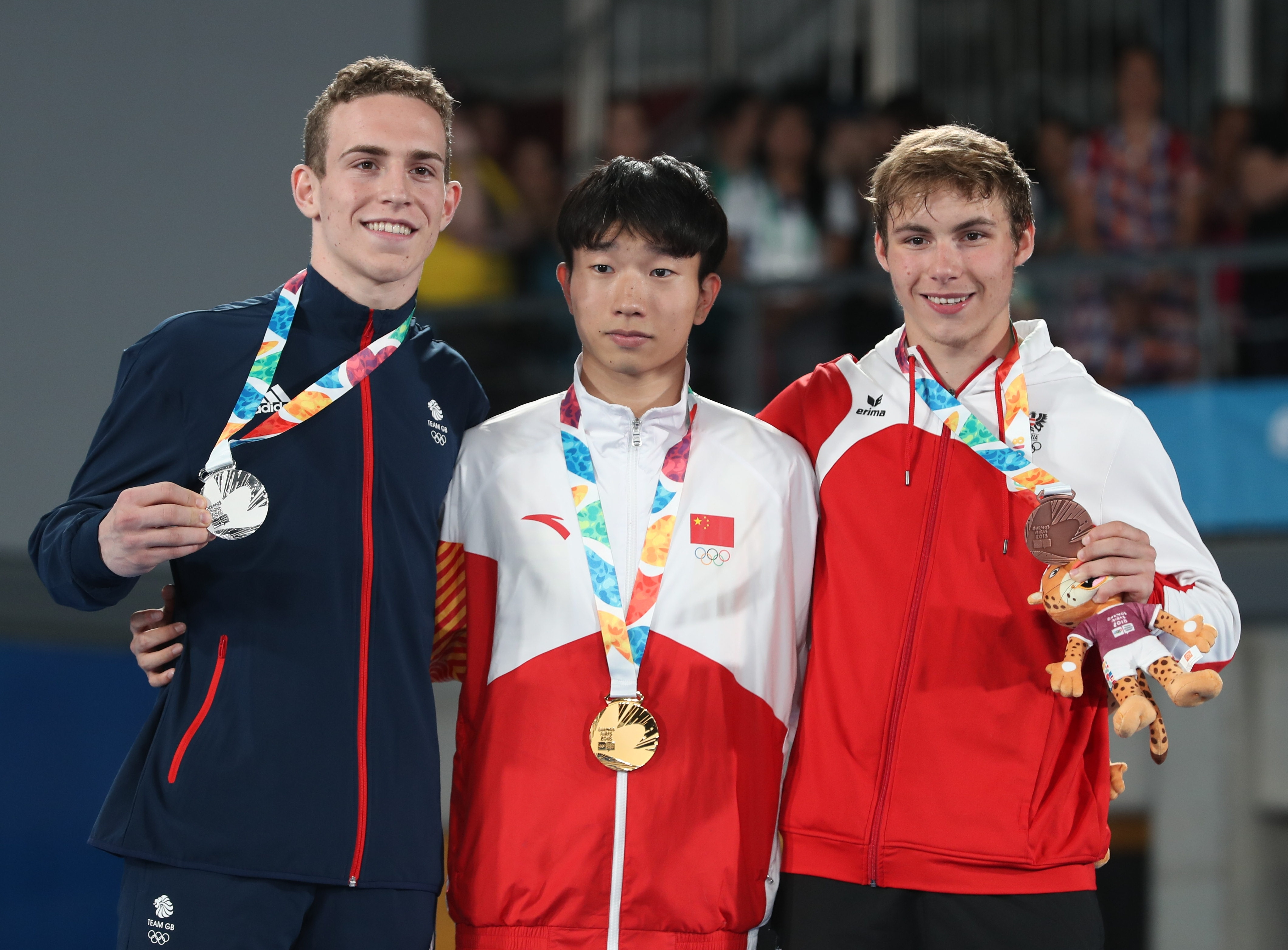
Individuel garçons: Andrew Stamp, Fu Fantao, Benny Wizani
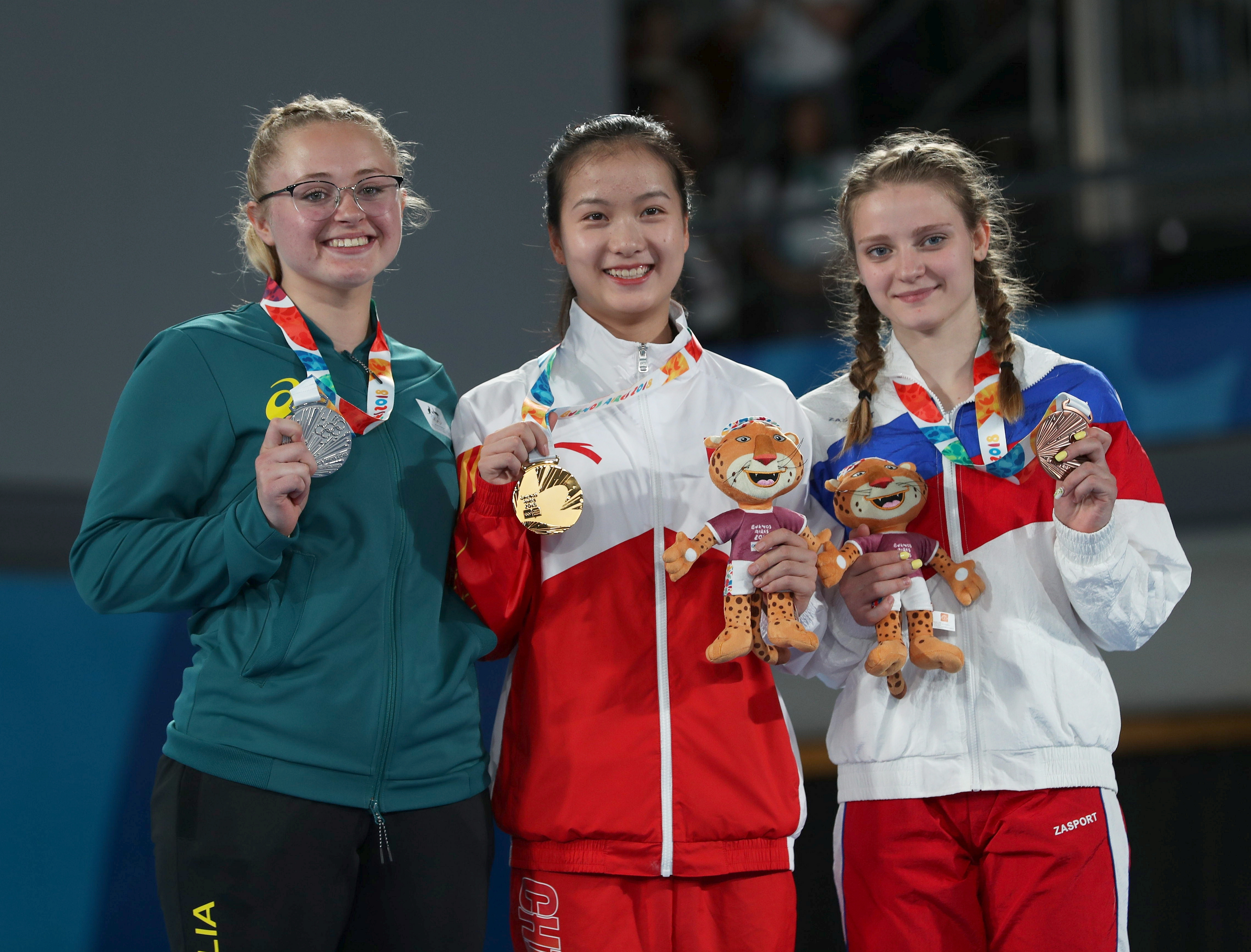
Individuel filles: Jessica Pickering, Fan Xinyi, Vera Beliankina

### Multidiscipline
Chaque équipe est composée :
- une paire mixte en acrobatique
- trois garçons et trois filles en artistique
- trois filles en rythmique
- un garçon et une fille en trampoline

Neuf équipes ont été composées et chaque équipe porte le nom d'un grand gymnaste
- équipe Anna Bessonova, gymnastique rythmique russe (juste-au-corps gris)
- équipe Dong Dong, gymnaste trampoliniste chinois (juste-au-corps violet)
- équipe Marina Chernova, gymnaste acrobatique soviétique (juste-au-corps émeraude)
- équipe Max Whitlock, gymnaste artistique britannique (juste-au-corps vert)
- équipe Nadia Comăneci, gymnaste artistique roumaine (juste-au-corps jaune)
- équipe Oksana Chusovitina, gymnaste artistique soviétique (juste-au-corps noir)
- équipe Simone Biles, gymnaste artistique américaine (juste-au-corps orange)
- équipe Yang Wei, gymnaste artistique américaine (juste-au-corps rouge)
- équipe Yevgeny Marchenko, gymnaste acrobatique russe (juste-au-corps marron)

| Épreuves | Or | Argent | Bronze |
| --- | --- | --- | --- |
| Multidiscipline - 2x Acrobatique mixte - 3x Artistique garçons - 3x Artistique filles - 3x Rythmique filles - 1x Trampoline garçons - 1x Trampoline filles | Équipe Simone Biles : Mariela Kostadinova Panayot Dimitrov Ruan Lange Krisztián Balázs Nazar Chepurnyi Tamara Anika Ong Phạm Như Phương Alba Petisco Talisa Torretti Daria Trubnikova Yelizaveta Luzan Liam Christie Fan Xinyi | Équipe Max Whitlock : Madalena Cavilhas Manuel Candeias Fernando Martín Espíndola Takeru Kitazono Pablo Calvache Camila Montoya Ksenia Klimenko Zeina Ibrahim Rayna Khai Ling Hoh Roza Abitova Adelina Beljajeva Robert Vilarasau Jessica Clarke | Équipe Oksana Chusovitina : Viktoryia Akhotnikava Ilya Famenkou Brandon Briones Adam Tobin Mohamed Afify Indira Ulmasova Karla Perez Tonya Paulsson Lidiia Iakovleva Aino Yamada Lilly Rotaermel Santiago Escallier Antonia Sakellaridou |

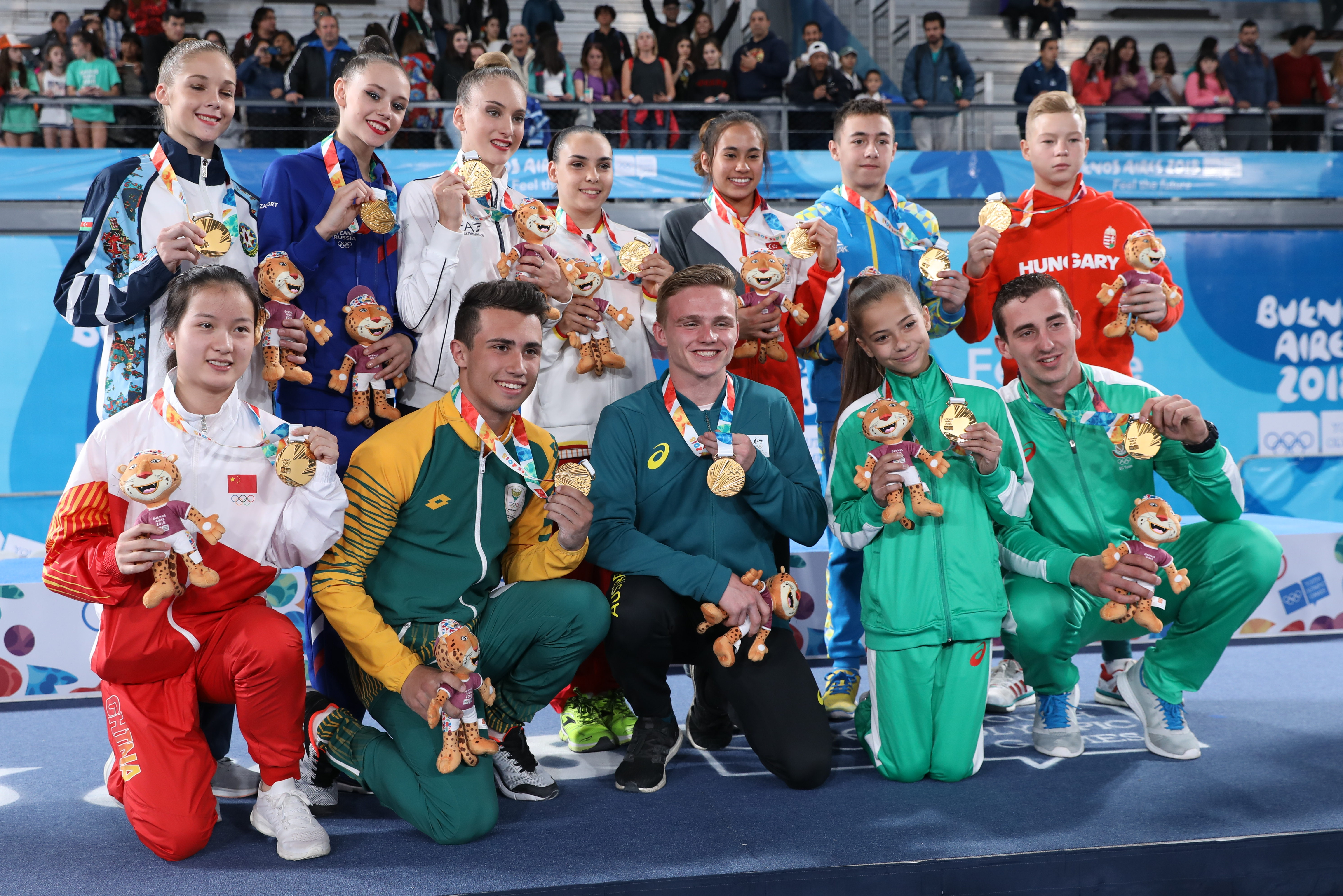
Équipe Simone Biles
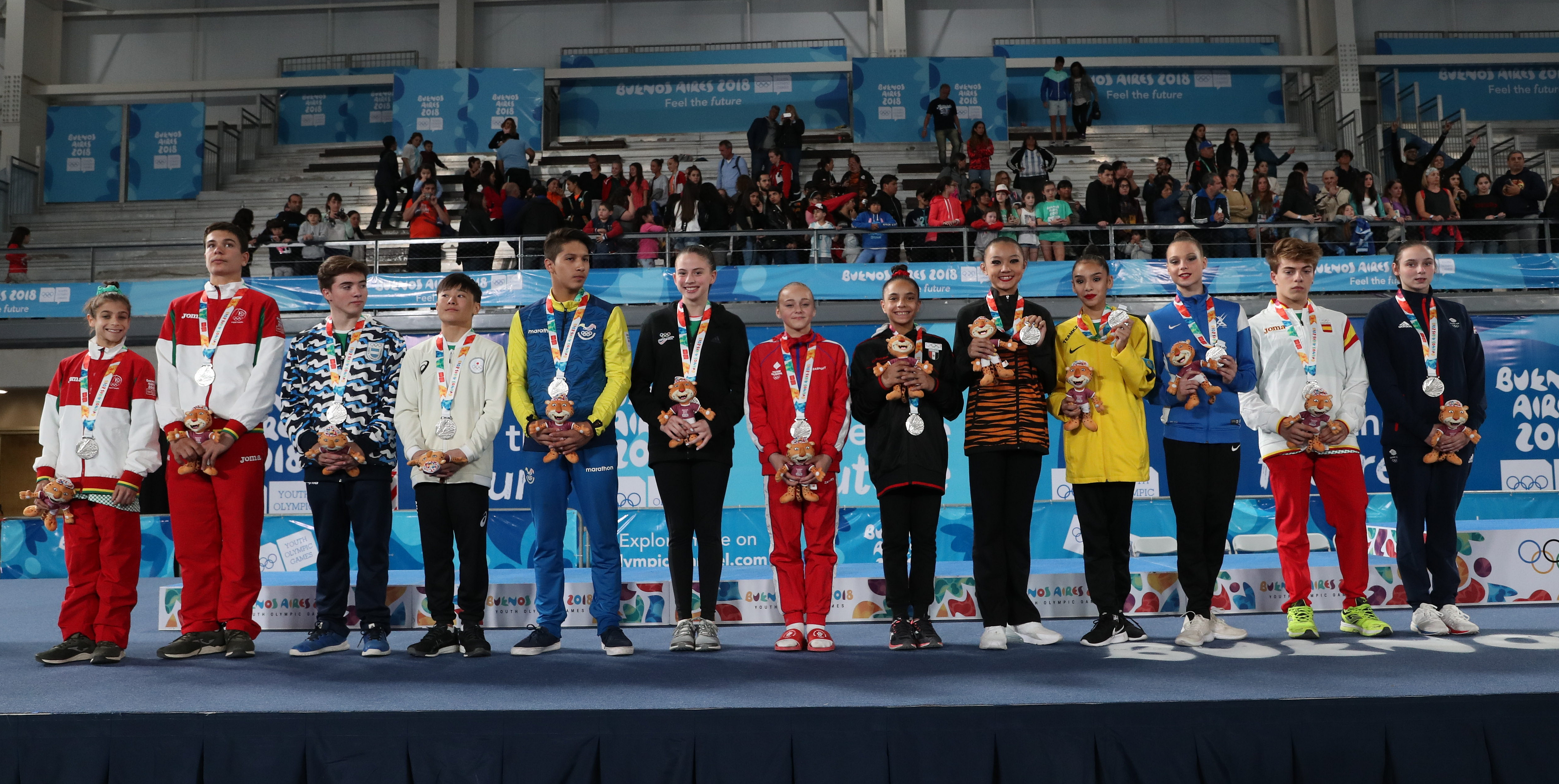
Équipe Max Whitlock
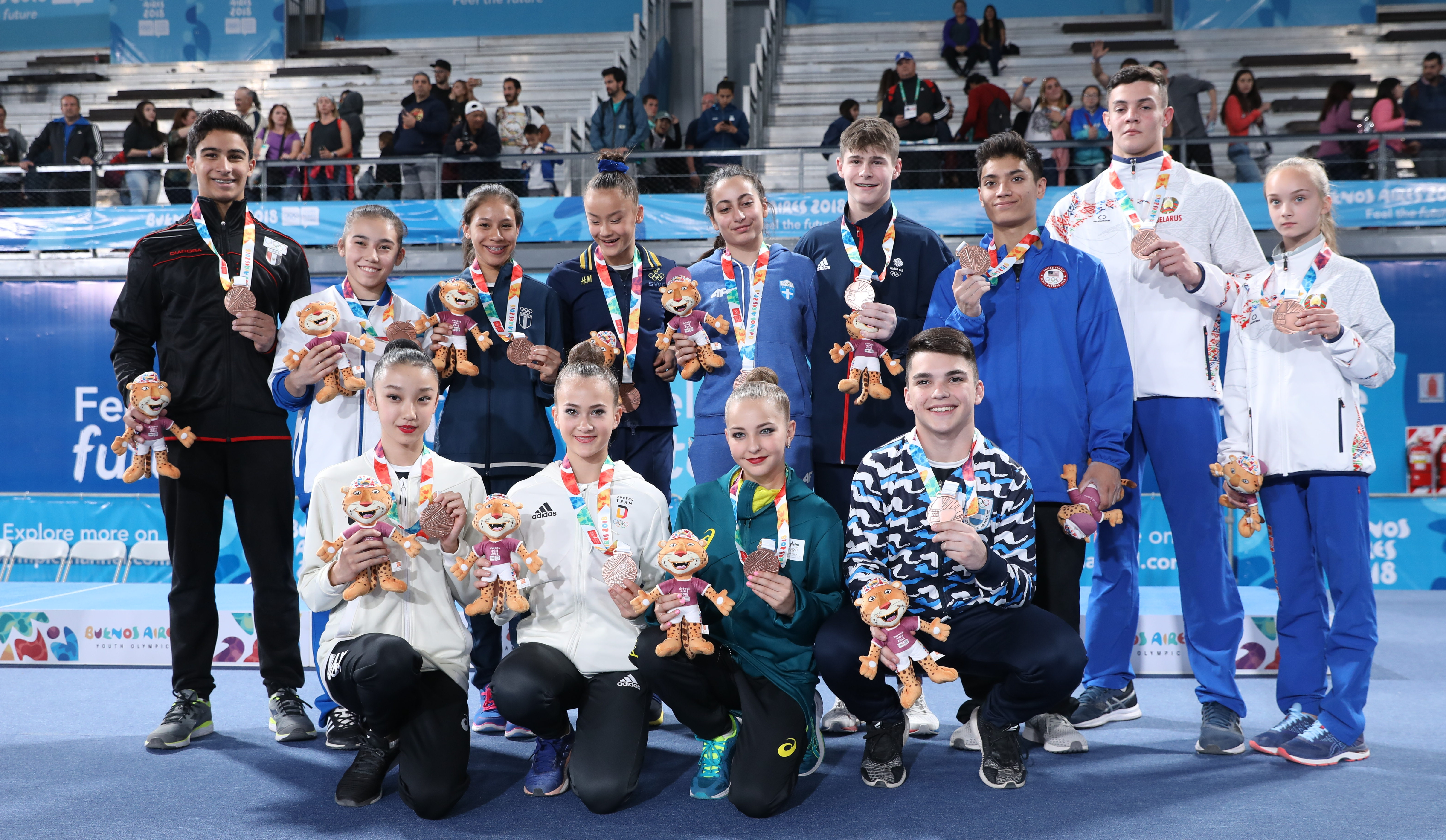
Équipe Oksana Chusovitina

## Tableau des médailles
| Rang  | Nation          | Or | Argent | Bronze | Total |
| ----- | --------------- | -- | ------ | ------ | ----- |
| 1     | Japon           | 5  | 0      | 0      | 5     |
| 2     | Chine           | 4  | 1      | 2      | 7     |
| 3     | Italie          | 3  | 1      | 1      | 5     |
| 4     | Russie          | 2  | 3      | 3      | 8     |
| -     | Équipe mixte    | 1  | 1      | 1      | 3     |
| 5     | Bulgarie        | 1  | 0      | 0      | 1     |
| 5     | États-Unis      | 1  | 0      | 0      | 1     |
| 7     | Grande-Bretagne | 0  | 3      | 1      | 4     |
| 8     | Ukraine         | 0  | 2      | 3      | 5     |
| 9     | Hongrie         | 0  | 2      | 1      | 3     |
| 10    | Brésil          | 0  | 1      | 1      | 2     |
| 10    | Canada          | 0  | 1      | 1      | 2     |
| 12    | Australie       | 0  | 1      | 0      | 1     |
| 12    | Israël          | 0  | 1      | 0      | 1     |
| 14    | Autriche        | 0  | 0      | 1      | 1     |
| 14    | Iran            | 0  | 0      | 1      | 1     |
| 14    | Norvège         | 0  | 0      | 1      | 1     |
| Total | Total           | 17 | 17     | 17     | 51    |